# Sándor Csoóri
Dans le nom hongrois Csoóri Sándor, le nom de famille précède le prénom, mais cet article utilise l’ordre habituel en français Sándor Csoóri, où le prénom précède le nom.
Sándor Csoóri ([ˈʃaːndoɾ] [ˈt͡ʃoːɾi]), né le 3 février 1930 à Zámoly et mort le 12 septembre 2016 à Üröm, est un poète, écrivain, essayiste et homme politique hongrois.

## Prix littéraires
- Prix Kossuth (1990, 2012)
- Prix Eeva-Joenpelto (1995)[1]
- Prix Attila-József (1954, 1970)
- Prix Herder (1981)